# Year Zero
Year Zero je páté studiové album americké industriální rockové skupiny Nine Inch Nails. Vydáno bylo v dubnu roku 2007 společností Interscope Records. Nahráno bylo na různých místech od září do prosince 2006 a na jeho produkci se spolu s Trentem Reznorem, vůdčí osobností skupiny, podílel Atticus Ross. Reznor napsal písně pro tuto desku během turné k propagaci předchozího alba, With Teeth (2005).

## Seznam skladeb
Autorem všech skladeb je Trent Reznor.
1. „HYPERPOWER!“ – 1:42
2. „The Beginning of the End“ – 2:47
3. „Survivalism“ – 4:23
4. „The Good Soldier“ – 3:23
5. „Vessel“ – 4:52
6. „Me, I'm Not“ – 4:51
7. „Capital G“ – 3:50
8. „My Violent Heart“ – 4:13
9. „The Warning“ – 3:38
10. „God Given“ – 3:50
11. „Meet Your Master“ – 4:08
12. „The Greater Good“ – 4:52
13. „The Great Destroyer“ – 3:17
14. „Another Version of the Truth“ – 4:09
15. „In This Twilight“ – 3:33
16. „Zero-Sum“ – 6:14

## Obsazení
- Trent Reznor – zpěv, kytara, baskytara, bicí, klávesy, programování
- William Artope – trubka
- Matt Demeritt – tenorsaxofon
- Josh Freese – bicí
- Jeff/Geoff Gallegos – aranžmá, barytonsaxofon
- Elizabeth Lea – pozoun
- Saul Williams – doprovodné vokály